# Ekspedycja 46
Ekspedycja 46 – 46. pobyt stałej załogi na Międzynarodowej Stacji Kosmicznej (ang. International Space Station, ISS), od 11 grudnia 2015 do 2 marca 2016 roku. 46. misja stałej załogi ISS rozpoczęła się wraz z odłączeniem od stacji statku Sojuz TMA-17M i trwała do momentu odcumowania Sojuza TMA-18M.

## Załoga
W skład załogi Ekspedycji 46 wchodziło sześciu astronautów z trzech państw i agencji kosmicznych. Dowódcą ekspedycji był Amerykanin Scott Kelly, dla którego był to czwarty lot w kosmos. Wcześniej był członkiem Ekspedycji 25 i 26. W czasie tej ostatniej misji był dowódcą stacji. Kelly odbył również dwa loty kosmiczne na pokładzie wahadłowców. Pierwszy miał miejsce w 1999 roku na pokładzie promu Discovery w ramach misji STS-103 (naprawa Teleskopu Hubble'a), natomiast drugi odbył się w 2007 roku na pokładzie wahadłowca Endeavour w ramach misji STS-118 (rozbudowa ISS).
Pierwszym inżynierem pokładowym był Rosjanin Michaił Kornijenko, dla którego był to drugi lot kosmiczny. Wcześniej uczestniczył on w misji Sojuz TMA-18 i był członkiem Ekspedycji 23. i 24. Kornijenko przybył na ISS razem z Kellym na pokładzie Sojuza TMA-16M w marcu 2015 roku. Od tego momentu wchodzili oni w skład Ekspedycji 44 i Ekspedycji 45.
Rosjanin Siergiej Wołkow przybył na ISS na pokładzie Sojuza TMA-18M we wrześniu 2015 roku i przedtem był członkiem Ekspedycji 45. Wołkow odbył wcześniej dwa loty kosmiczne. Pierwszy z nich w 2008 roku na pokładzie Sojuza TMA-12. Wtedy też był dowódcą Ekspedycji 17. Jego drugi lot miał miejsce w 2011 roku w ramach misji Sojuz TMA-02M, a jednocześnie wszedł wtedy również w skład Ekspedycji 28 i 29.
Kolejna trójka astronautów przybyła na ISS na pokładzie Sojuza TMA-19M 15 grudnia 2015 roku i od tego momentu załoga była w komplecie. Dla Amerykanina Timothy’ego Kopry był to drugi lot w kosmos. Wcześniej był członkiem Ekspedycji 20 i odbył lot kosmiczny na pokładzie promu Endeavour w ramach misji STS-127 oraz wahadłowcem Discovery podczas STS-128. Razem z nim przybyli Brytyjczyk Timothy Peake z Europejskiej Agencji Kosmicznej oraz Rosjanin Jurij Malenczenko. Malenczenko był najbardziej doświadczonym członkiem załogi. Odbył on wcześniej pięć lotów kosmicznych, w tym jeden na stację Mir i jeden na pokładzie wahadłowca Atlantis w ramach misji STS-106. Był on też członkiem czterech wcześniejszych stałych załóg na ISS: Ekspedycji 7 (jako dowódca), 16, 32 i 33. Natomiast dla Timothy’ego Peake’a był to pierwszy lot w kosmos.
Kończąc swój pobyt na ISS Wołkow, Kelly i Kornijenko wrócili na Ziemię na pokładzie Sojuza TMA-18M 2 marca 2016 roku. Z kolei Kopra, Peake i Malenczenka pozostali na ISS do 18 czerwca 2016 roku i przeszli w skład Ekspedycji 47.

### Załoga rezerwowa
Załogę rezerwową stanowiły odpowiednie załogi rezerwowe Sojuza TMA-16M, TMA-18M i TMA-19M. Zastępcami Kornijenki i Kelly'ego mianowani zostali:
- Siergiej Wołkow, Roskosmos – wcześniej odbył dwa loty kosmiczne, następnie uczestniczył w misji Sojuz TMA-18M i wszedł również w skład Ekspedycji 45 i 46[3].
- Jeffrey Williams, NASA – wcześniej odbył trzy loty kosmiczne, następnie uczestniczył w misji Sojuz TMA-20M oraz Ekspedycjach 47 i 48[8].

Zastępcą Siergieja Wołkowa, który odbył lot w Sojuzie TMA-18M mianowany został:
- Oleg Skripoczka, Roskosmos – wcześniej odbył jeden lot kosmiczny, następnie wszedł w skład misji Sojuz TMA-20M oraz Ekspedycji 47 i 48[10].

Zastępcami ostatniej trójki astronautów byli:
- Anatolij Iwaniszyn, Roskosmos – wcześniej odbył jeden lot kosmiczny[12],
- Takuya Onishi, JAXA – wcześniej nie odbył żadnego lotu kosmicznego[13],
- Kathleen Rubins, NASA – wcześniej nie odbyła żadnego lotu kosmicznego[14].

Powyższa trójka astronautów stanowiła następnie skład podstawowej załogi Sojuza MS-01 oraz Ekspedycji 48 i 49.

### Skład załogi
| Funkcja              | Pierwsza załoga (11-15.12. 2015)             | Druga załoga (15.12.2015- 02.03.2016)        | Pojazd kosmiczny, port dokujący       | Start, dokowanie do ISS                              | odłączenie od ISS, lądowanie                         | Pojazd powrotny | Czas misji na ISS  | Uwagi |
| -------------------- | -------------------------------------------- | -------------------------------------------- | ------------------------------------- | ---------------------------------------------------- | ---------------------------------------------------- | --------------- | ------------------ | --- |
| Dowódca              | Scott Kelly, NASA 4 lot w kosmos             | Scott Kelly, NASA 4 lot w kosmos             | Sojuz TMA-16M, Poisk, później Zwiezda | 27 marca 2015 19:42 UTC, 28 marca 2015 01:33 UTC     | 2 marca 2016 01:02 UTC, 2 marca 2016 04:25 UTC       | Sojuz TMA-18M   | 81 d, 15 h, 13 min | Od 11 czerwca do 11 września 2015 w składzie Ekspedycji 44. Od 11 września do 11 grudnia 2015 w składzie Ekspedycji 45. Łączny czas spędzony na ISS: 339 dni, 23 h, 29 min. |
| Inżynier pokładowy 1 | Michaił Kornijenko, Roskosmos 2 lot w kosmos | Michaił Kornijenko, Roskosmos 2 lot w kosmos | Sojuz TMA-16M, Poisk, później Zwiezda | 27 marca 2015 19:42 UTC, 28 marca 2015 01:33 UTC     | 2 marca 2016 01:02 UTC, 2 marca 2016 04:25 UTC       | Sojuz TMA-18M   | 81 d, 15 h, 13 min | Od 11 czerwca do 11 września 2015 w składzie Ekspedycji 44. Od 11 września do 11 grudnia 2015 w składzie Ekspedycji 45. Łączny czas spędzony na ISS: 339 dni, 23 h, 29 min. |
| Inżynier pokładowy 2 | Siergiej Wołkow, Roskosmos 3 lot w kosmos    | Siergiej Wołkow, Roskosmos 3 lot w kosmos    | Sojuz TMA-18M, Poisk                  | 2 września 2015 04:37 UTC, 4 września 2015 07:39 UTC | 2 marca 2016 01:02 UTC, 2 marca 2016 04:25 UTC       | Sojuz TMA-18M   | 81 d, 15 h, 13 min | Od 11 września w składzie Ekspedycji 45. Łączny czas spędzony na ISS: 179 d, 12 h, 19 min.                                                                                  |
| Inżynier pokładowy 3 |                                              | Jurij Malenczenko, Roskosmos 6 lot w kosmos  | Sojuz TMA-19M Rasswiet                | 15 grudnia 2015 11:03 UTC, 15 grudnia 2015 17:33 UTC | 18 czerwca 2016 05:52 UTC, 18 czerwca 2016 09:14 UTC | Sojuz TMA-19M   | 77 d, 7 h, 29 min  | Od 2 marca 2016 w składzie Ekspedycji 47. Łączny czas spędzony na ISS: 185 d, 12 h, 19 min.                                                                                 |
| Inżynier pokładowy 4 |                                              | Timothy Peake, ESA 1 lot w kosmos            | Sojuz TMA-19M Rasswiet                | 15 grudnia 2015 11:03 UTC, 15 grudnia 2015 17:33 UTC | 18 czerwca 2016 05:52 UTC, 18 czerwca 2016 09:14 UTC | Sojuz TMA-19M   | 77 d, 7 h, 29 min  | Od 2 marca 2016 w składzie Ekspedycji 47. Łączny czas spędzony na ISS: 185 d, 12 h, 19 min.                                                                                 |
| Inżynier pokładowy 5 |                                              | Timothy Kopra, NASA 2 lot w kosmos           | Sojuz TMA-19M Rasswiet                | 15 grudnia 2015 11:03 UTC, 15 grudnia 2015 17:33 UTC | 18 czerwca 2016 05:52 UTC, 18 czerwca 2016 09:14 UTC | Sojuz TMA-19M   | 77 d, 7 h, 29 min  | Od 2 marca 2016 w składzie Ekspedycji 47. Łączny czas spędzony na ISS: 185 d, 12 h, 19 min.                                                                                 |

## Przebieg misji

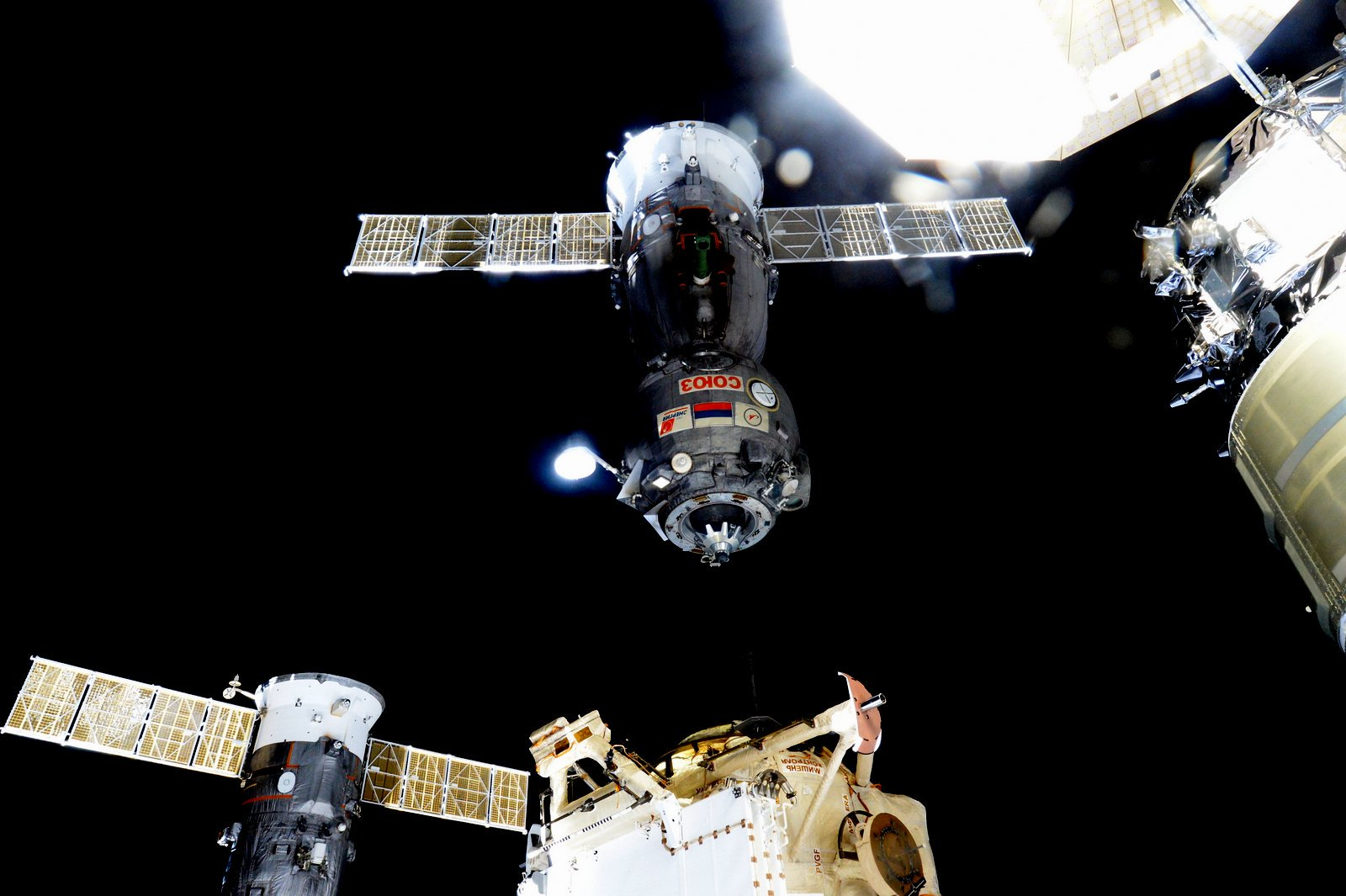
Sojuz TMA-17M po odłączeniu się od ISS – rozpoczęcie Ekspedycji 46

Misja 46. stałej załogi rozpoczęła się 11 grudnia 2015 roku o 09:49:35 czasu UTC wraz z odłączeniem się od stacji statku Sojuz TMA-17M. Początkowo do stacji zadokowany był jedynie Sojuz TMA-18M (do modułu Poisk), ale od 15 grudnia 2015 roku do ISS połączony był również Sojuz TMA-19M (do modułu Rasswiet).

### Loty transportowe

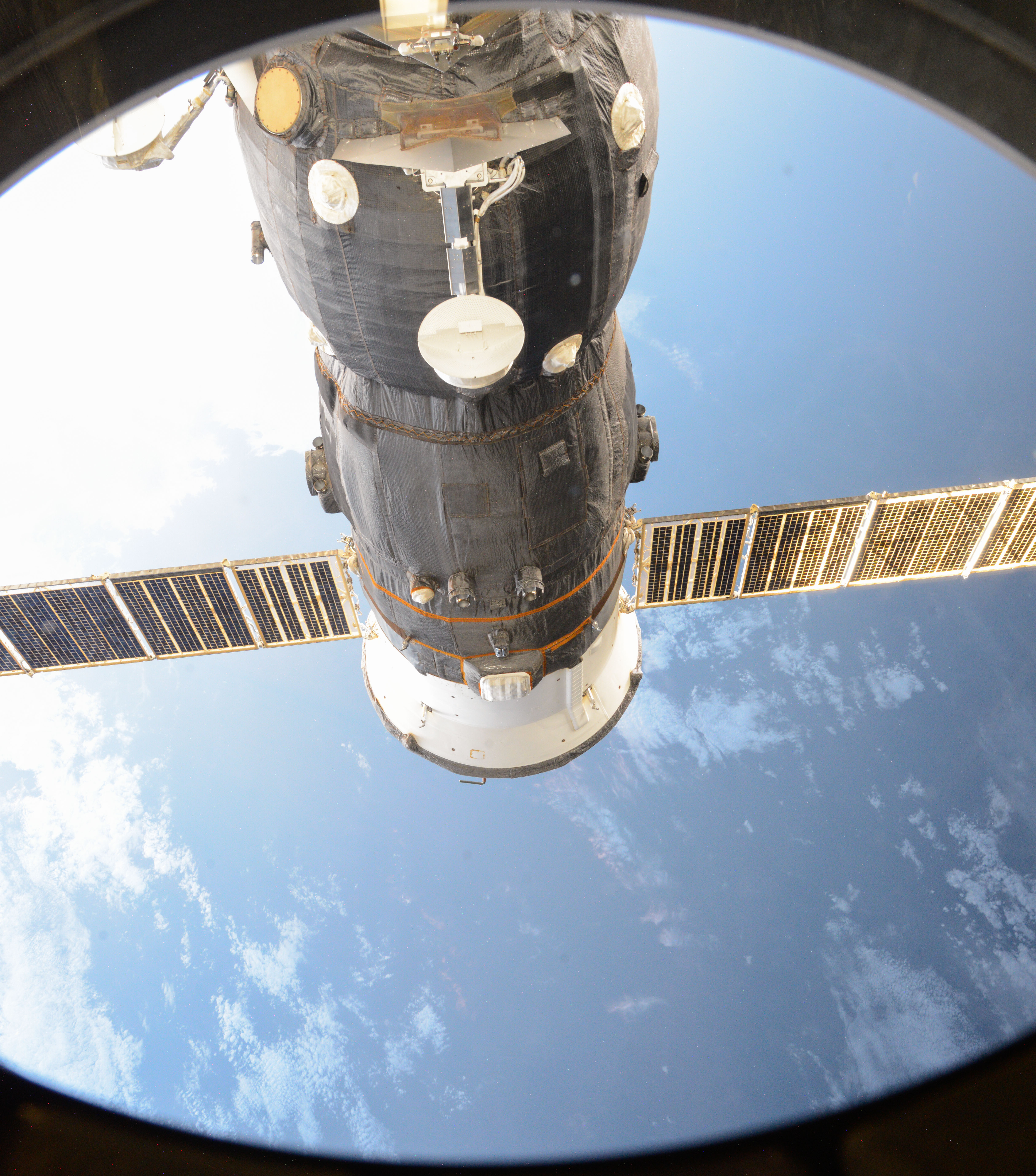
Progress M-28M zadokowany do modułu Pirs

Do 19 grudnia 2015 roku do stacji zadokowany był statek transportowy Progress M-28M (do modułu Pirs), który wcześniej dostarczył zaopatrzenie. 23 grudnia 2015 roku jego miejsce zastąpił Progress MS-01, który pozostał na ISS do lipca 2016 roku. Przywiózł on na stację ładunek o masie 2436 kg, w tym m.in.:
- 420 kg wody,
- 199 kg środków higienicznych,
- 60 kg środków medycznych,
- 379 kg pożywienia,
- 162 kg baterii,
- 35 kg środków personalnych dla załogi.

Do modułu Zwiezda przez cały okres trwania ekspedycji zadokowany był również statek Progress MS-29M, który przybył do ISS w październiku 2015 roku i pozostał na niej do końca marca 2016 roku. Statek Progress został nie tylko wykorzystywany do dostarczenia zaopatrzenia na ISS, ale również użyto jego silników do korekty orbity całej stacji. Takie manewry odbyły się:
- 11 stycznia 2016 o 02:05 UTC – podwyższenie orbity o 3 km,
- 27 stycznia 2016 o 19:40 UTC – podwyższenie orbity o 1,1 km,
- 17 lutego 2016 o 10:44 UTC  – podwyższenie orbity o 1,8 km.

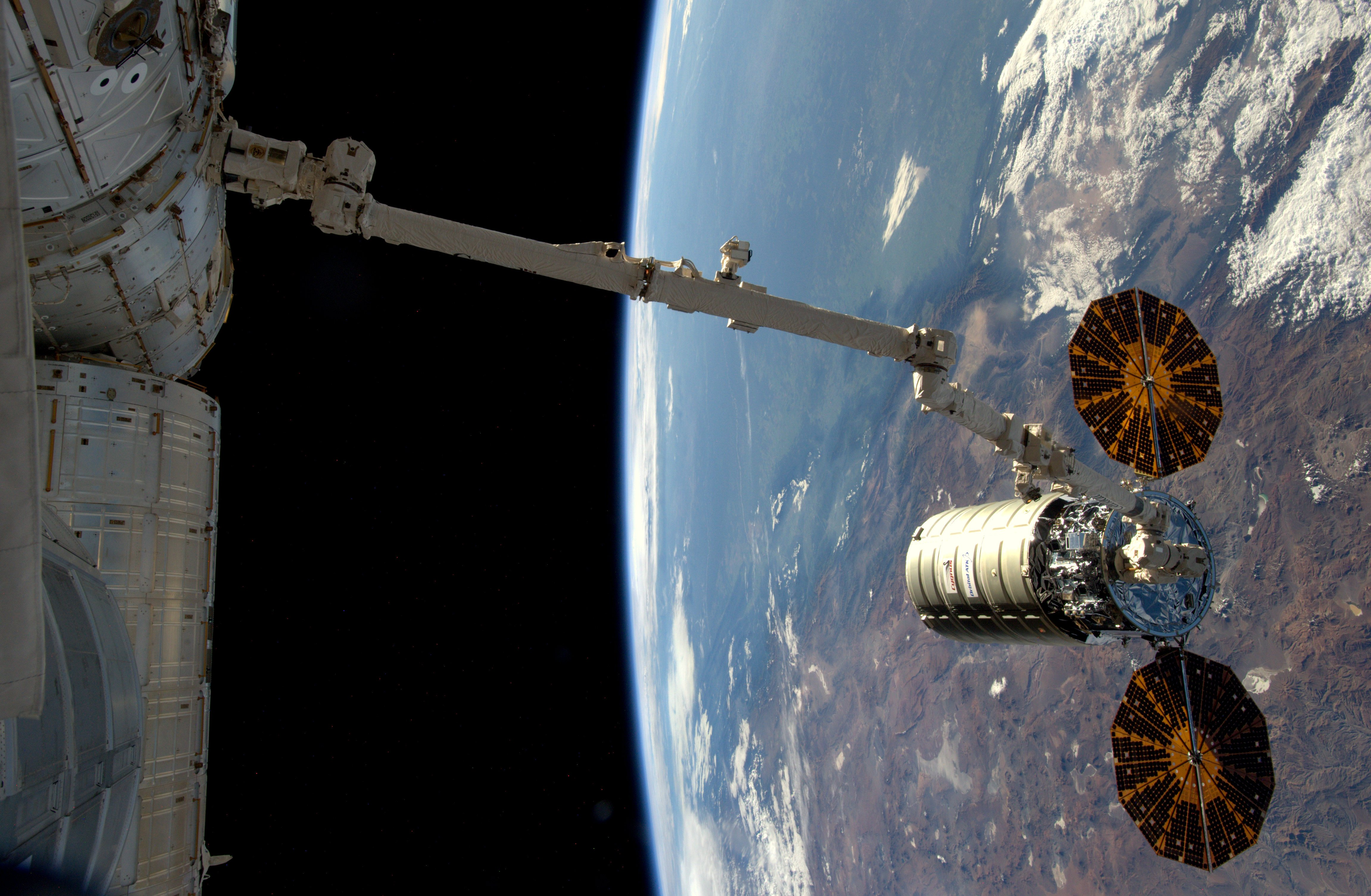
Statek Cygnus na chwilę przed wypuszczeniem go przez Canadarm2

Oprócz rosyjskich statków transportowych Progress, stację ISS odwiedził też statek Cygnus w ramach misji CRS OA-4 Start odbył się z kompleksu startowego SLC-41 z przylądku Canaveral 6 grudnia 2015 roku przy pomocy rakiety Atlas V. Na pokładzie Cygnusa znajdowało się 3349 kg zaopatrzenia, w tym:
- 1181 kg zaopatrzenia dla załogi (m.in. pożywienie, środki personalne),
- 1007 kg środków potrzebnych do sprawnego funkcjonowania stacji (m.in. wyposażenie do zarządzania atmosferą wewnątrz stacji, oprzyrządowanie elektryczne, części do sprzętu wykorzystywanego na ISS),
- 847 kg materiału do badań (m.in. nowe stanowisko badawcze do badań nad mikroorganizmami, satelity badawcze typu CubeSat, które zostaną wypuszczone ze stacji),
- 87 kg urządzeń elektronicznych (m.in. urządzenia audiowizualne i fotograficzne)
- 227 kg przedmiotów potrzebnych do spacerów kosmicznych.

Statek Cygnus został uchwycony przez Canadarm2 9 grudnia 2015 roku o 11:19 UTC, a 14:29 UTC nastąpiło jego zacumowanie do modułu Unity. Cygnus pozostał przycumowany do ISS do 19 lutego 2016 roku.

#### Lista lotów transportowych do ISS w czasie Ekspedycji 46
Kursywa oznacza, że start i dokowanie statku transportowego miało miejsce przed rozpoczęciem Ekspedycji 46 lub jego odłączenie i lądowanie/deorbitacja nastąpiły po zakończeniu misji.
| Statek, misja   | Rakieta nośna | Start misji                                     | Połączenie z ISS                                          | Odłączenie od ISS                                             | Czas na ISS         | Koniec misji                            | Ładunek do ISS |
| --------------- | ------------- | ----------------------------------------------- | --------------------------------------------------------- | ------------------------------------------------------------- | ------------------- | --------------------------------------- | -------------- |
| Progress M-28M  | Sojuz-U       | 3 lipca 2015 04:55 UTC, Bajkonur 1/5            | 5 lipca 2015 07:11 UTC                                    | 19 grudnia 2015 07:35 UTC                                     | 167 d, 24 min       | 19 grudnia 2015 11:28 UTC, deorbitacja  | 2 381 kg       |
| Progress M-28M  | Sojuz-U       | 3 lipca 2015 04:55 UTC, Bajkonur 1/5            | Pirs                                                      |                                                               |                     | 19 grudnia 2015 11:28 UTC, deorbitacja  | 2 381 kg       |
| Progress MS-29M | Sojuz-U       | 1 października 2015 16:49 UTC, Bajkonur 1/5     | 1 października 2015 22:52 UTC                             | 30 marca 2016 14:14 UTC                                       | 180 d, 15 h, 22 min | 08 kwietnia 2016 13:31 UTC, deorbitacja | 2 369 kg       |
| Progress MS-29M | Sojuz-U       | 1 października 2015 16:49 UTC, Bajkonur 1/5     | Zwiezda                                                   |                                                               |                     | 08 kwietnia 2016 13:31 UTC, deorbitacja | 2 369 kg       |
| Cygnus CRS OA-4 | Atlas V       | 6 grudnia 2015 21:44 UTC, Cape Canaveral SLC-41 | 9 grudnia 2015 uchwycenie: 11:19 UTC dokowanie: 14:26 UTC | 19 lutego 2016 odcumowanie: 10:38 UTC wypuszczenie: 12:26 UTC | 71 d, 20 h, 12 min  | 20 lutego 2016 16:00 UTC, deorbitacja   | 3 349 kg       |
| Cygnus CRS OA-4 | Atlas V       | 6 grudnia 2015 21:44 UTC, Cape Canaveral SLC-41 | Unity                                                     |                                                               |                     | 20 lutego 2016 16:00 UTC, deorbitacja   | 3 349 kg       |
| Progress MS-01  | Sojuz-2.1a    | 21 grudnia 2015 08:44 UTC, Bajkonur 31/6        | 23 grudnia 2015 10:27 UTC                                 | 3 lipca 2016 03:48 UTC                                        | 192 d, 17 h, 21 min | 3 lipca 2016 07:03 UTC, deorbitacja     | 2 436 kg       |
| Progress MS-01  | Sojuz-2.1a    | 21 grudnia 2015 08:44 UTC, Bajkonur 31/6        | Pirs                                                      |                                                               |                     | 3 lipca 2016 07:03 UTC, deorbitacja     | 2 436 kg       |

### Aktywność na stacji

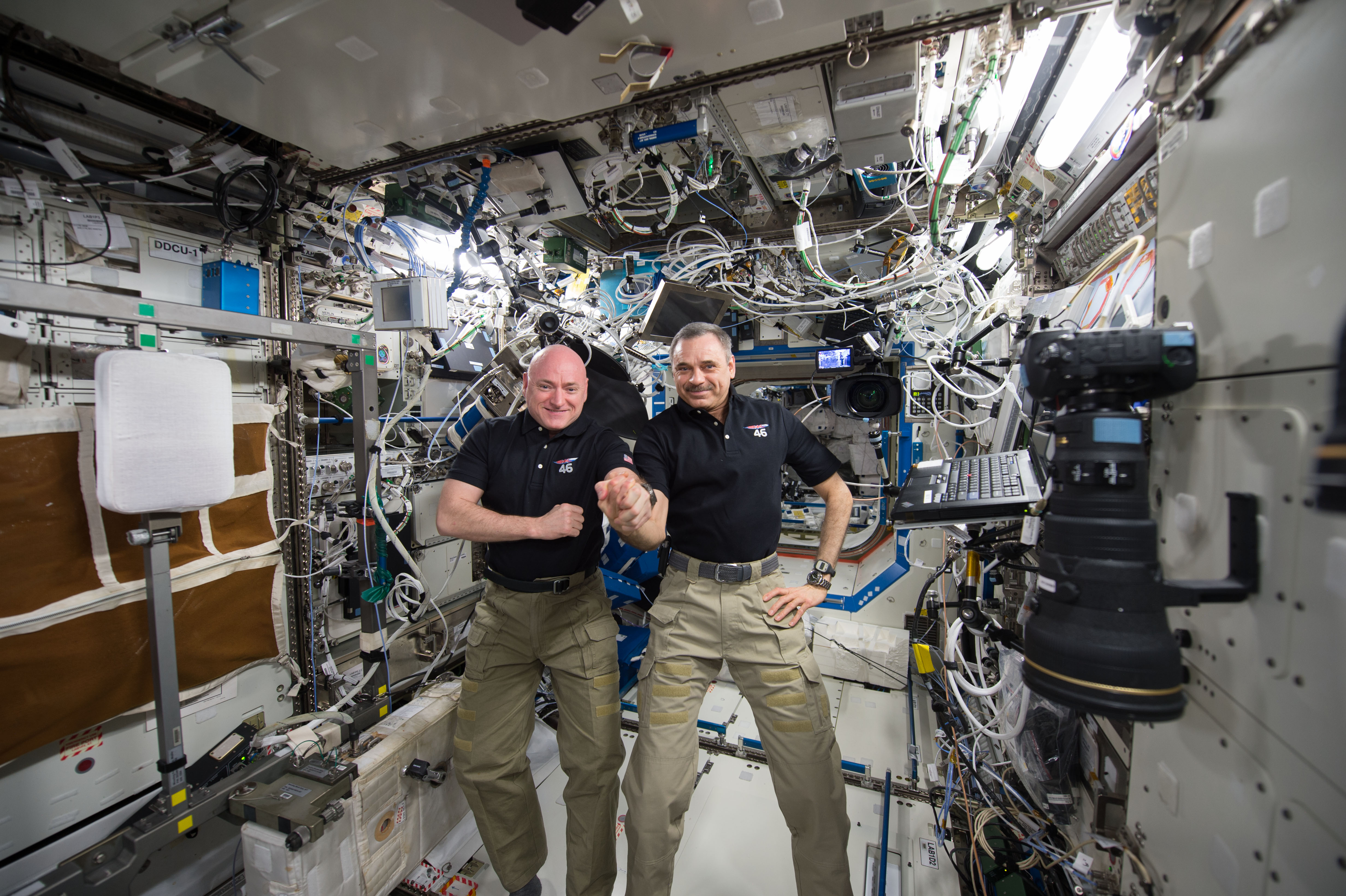
Scott Kelly i Michaił Kornijenko świętują 300 nieprzerwanych dni w kosmosie (21 stycznia 2016)

W czasie Ekspedycji 46 na ISS przebywali astronauci Scott Kelly i Michaił Kornijenko, którzy uczestniczyli w projekcie badawczym Year Long Mission. Miał on na celu zbadanie skutków zdrowotnych długotrwałego przebywania w kosmosie, aby możliwym stało się odpowiednie przygotowanie przyszłych załogowych misji eksploracji Układu Słonecznego. Obaj kosmonauci spędzili na ISS prawie 340 dni.
Stan nieważkości w przestrzeni kosmicznej prowadzi do utraty masy mięśniowej w organizmie. Na Międzynarodowej Stacji Kosmicznej znajdują się specjalne urządzenia do ćwiczeń, które pozwalają astronautom zredukować negatywne skutki zdrowotne długotrwałego pobytu w kosmosie. Jednak wykonywane na stacji ćwiczenia nie są w stanie w pełni zatrzymać utraty masy mięśniowej. Celem długotrwałej misji było lepsze zrozumienie zmian zachodzących w organizmie astronautów w celu udoskonalenia procedur dotyczących zapobiegania utraty masy mięśniowej. W szczególności obserwowane były zmiany zachodzące w organizmie Scotta Kelly'ego, który ma brata bliźniaka Marka Kelly'ego, który również jest astronautą. Mark w tym czasie przebywał na Ziemi i dzięki temu możliwe było porównanie zmian zachodzących w ciałach obu astronautów i dokładniejsze zdefiniowanie skutków długotrwałego lotu kosmicznego. Jednocześnie ten program badawczy miał również sprawdzić zmiany zachodzące w psychice astronautów, którzy znajdują się w zamkniętej przestrzeni przez dłuższy czas.

#### Spacery kosmiczne

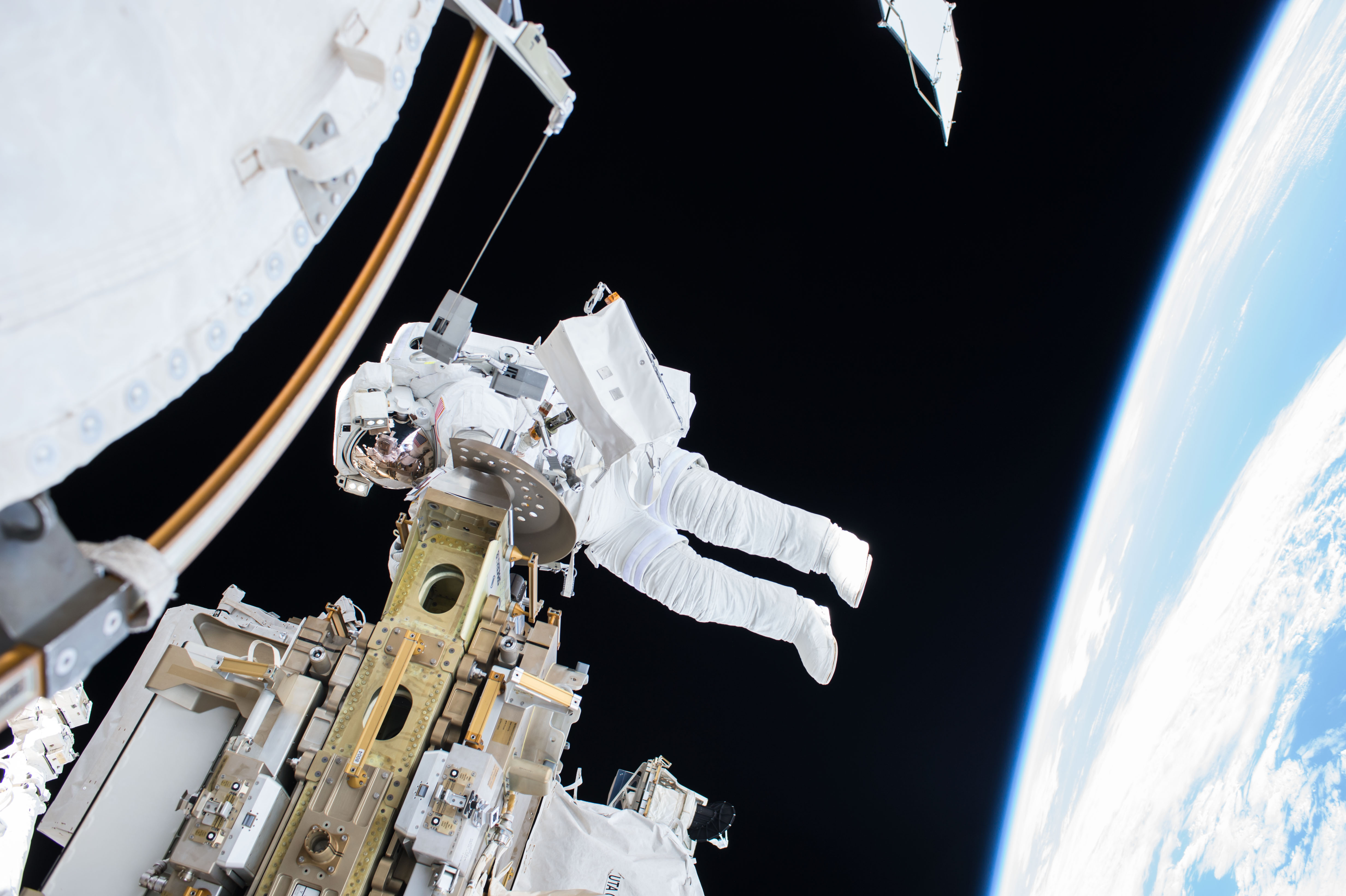
Timothy Kopra podczas spaceru kosmicznego

17 grudnia 2015 roku doszło do zablokowania hamulca transportera Mobile Base System. Kontrola misji zdecydowała o konieczności przeprowadzenia spaceru kosmicznego w celu naprawy usterki. EVA rozpoczęła się 21 grudnia 2015 roku o 12:45 UTC, a wzięli w niej udział astronauci NASA Scott Kelly i Timothy Kopra ubrani w skafandry EMU. Stosunkowo szybko astronauci zdołali odblokować hamulec transportera i w związku z tym kontrola misji zdecydowała o wykonaniu dodatkowych zadań: przygotowano rozdzielnię energetyczną do następnego spaceru kosmicznego oraz poprowadzono na zewnątrz modułów Unity i Destiny przewody zasilające dla Międzynarodowego Adaptera Dokującego. Dodatkowo ułożono kable Ethernet na zewnątrz modułów Unity i Tranquility, które będą wykorzystywane przez przyszły moduł Nauka. Spacer kosmiczny zakończył się o 16:01 UTC.

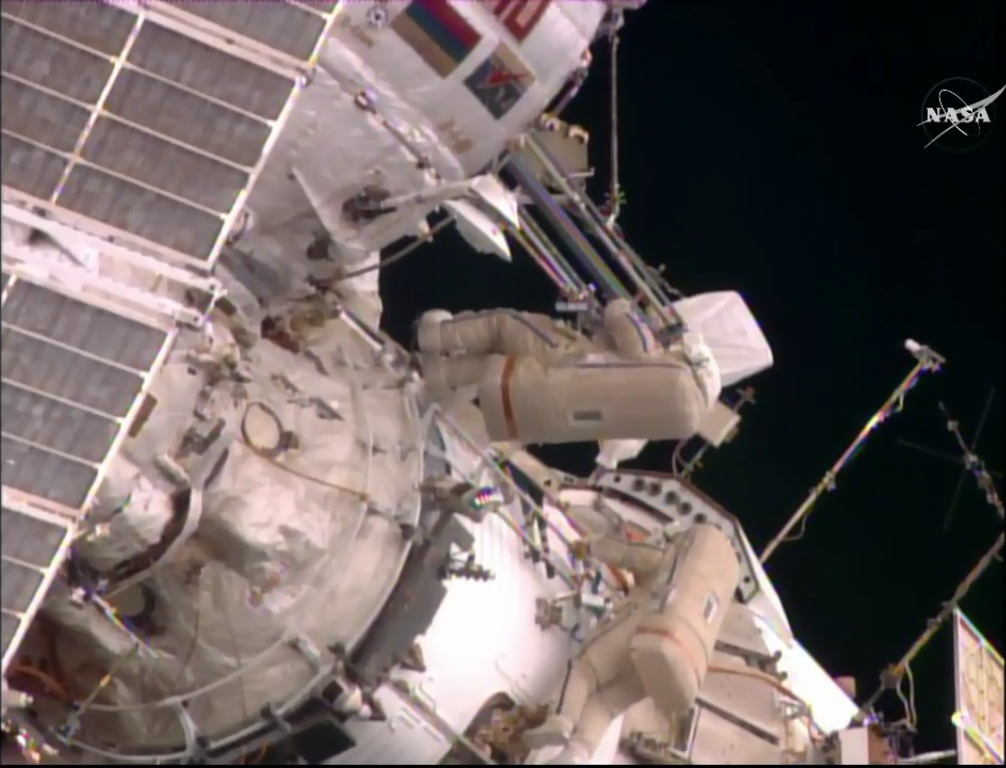
Jurij Malenczenko i Siergiej Wołkow podczas prac na zewnątrz stacji

Kolejny spacer kosmiczny odbył się 15 stycznia 2016 roku, gdy astronauci Scott Kelly z NASA i Timothy Peake z ESA wyszli o 12:48 UTC ze śluzy Quest. Ich pierwszym zdaniem była wymiana zepsutego regulatora napięcia. W ramach tej EVA miano także dokończyć układanie kabli zasilających rozpoczęte podczas wcześniejszego spaceru kosmicznego, a także zainstalować zawór bezodrzutowy na module Tranquility oraz zdjąć uszkodzone oświetlenie jednej z kamer zamontowanych na strukturze kratownicowej. O 16:57 UTC Timothy Peake zameldował, że w jego hełmie pojawiła się woda. W związku z tym zdecydowano o przedwczesnym przerwaniu spaceru kosmicznego, który zakończył się o 17:31 UTC. Skrócenie EVA uniemożliwiło astronautom zajęcie się kamerą na kratownicy oraz dokończenie układania kabli. Okazało się, że Timothy Peake wykorzystywał do tej EVA ten sam skafander, który 16 lipca 2013 roku podczas Ekspedycji 36 miał na sobie Luca Parmitano. Wtedy również miało miejsce podobne zdarzenie z gromadzeniem się wody w hełmie.
Ostatni spacer kosmiczny tej ekspedycji odbył się 3 lutego 2016 roku. O 12:56 UTC kosmonauci Jurij Malenczenko i Siergiej Wołkow ubrani w skafandry Orłan opuścili wnętrze stacji przez śluzę Pirs. Celem tego spaceru kosmicznego był demontaż niektórych urządzeń do prowadzenia eksperymentów znajdujących się na zewnątrz stacji, a także instalacja kolejnych. Dodatkowo wykonano inspekcję fotograficzną rosyjskiego segmentu stacji ISS, a spacer zakończył się o 17:39 UTC.
Łączny czas spacerów kosmicznych podczas Ekspedycji 46 wyniósł 12 godzin i 42 minuty.

##### Lista spacerów kosmicznych podczas Ekspedycji 46
| Lp. | Data             | Astronauci             | Śluza powietrzna, skafandry | Początek  | Koniec    | Czas trwania | Cele | Uwagi |
| --- | ---------------- | ---------------------- | --------------------------- | --------- | --------- | ------------ | --- | --- |
| 1   | 21 grudnia 2015  | Scott Kelly, NASA      | Quest, EMU                  | 12:45 UTC | 16:01 UTC | 3 h, 16 min  | odblokowanie hamulca transportera Mobile Base System, ułożenie przewodów zasilających na modułach Unity i Destiny, ułożenie kabli Ethernet na modułach Unity i Tranquility.                                 | |
| 1   | 21 grudnia 2015  | Timothy Kopra, NASA    | Quest, EMU                  | 12:45 UTC | 16:01 UTC | 3 h, 16 min  | odblokowanie hamulca transportera Mobile Base System, ułożenie przewodów zasilających na modułach Unity i Destiny, ułożenie kabli Ethernet na modułach Unity i Tranquility.                                 | |
| 2   | 15 stycznia 2016 | Scott Kelly, NASA      | Quest, EMU                  | 12:48 UTC | 17:31 UTC | 4 h, 43 min  | wymiana zepsutego regulatora napięcia, ułożenie przewodów zasilających na modułach Unity i Destiny, instalacja zaworu bezodrzutowego na module Tranquility, wymiana uszkodzonego oświetlenia kamery na ITS. | Pierwszy spacer kosmiczny Brytyjczyka, spacer przerwany w związku z pojawieniem się wody w hełmie skafandra Timothy’ego Peake’a – nie dokończono układania przewodów zasilających oraz nie dokonano wymiany oświetlenia kamery na ITS. |
| 2   | 15 stycznia 2016 | Timothy Peake, ESA     | Quest, EMU                  | 12:48 UTC | 17:31 UTC | 4 h, 43 min  | wymiana zepsutego regulatora napięcia, ułożenie przewodów zasilających na modułach Unity i Destiny, instalacja zaworu bezodrzutowego na module Tranquility, wymiana uszkodzonego oświetlenia kamery na ITS. | Pierwszy spacer kosmiczny Brytyjczyka, spacer przerwany w związku z pojawieniem się wody w hełmie skafandra Timothy’ego Peake’a – nie dokończono układania przewodów zasilających oraz nie dokonano wymiany oświetlenia kamery na ITS. |
| 3   | 3 lutego 2016    | Jurij Malenczenko, RKA | Pirs, Orłan                 | 12:56 UTC | 17:39 UTC | 4 h, 43 min  | instalacja eksperymentów naukowych na modułach: Zaria i Poisk, demontaż eksperymentów naukowych z modułów: Poisk, Pirs i Zwiezda, inspekcja fotograficzna rosyjskiego segmentu stacji.                      | |
| 3   | 3 lutego 2016    | Siergiej Wołkow, RKA   | Pirs, Orłan                 | 12:56 UTC | 17:39 UTC | 4 h, 43 min  | instalacja eksperymentów naukowych na modułach: Zaria i Poisk, demontaż eksperymentów naukowych z modułów: Poisk, Pirs i Zwiezda, inspekcja fotograficzna rosyjskiego segmentu stacji.                      | |

## Galeria

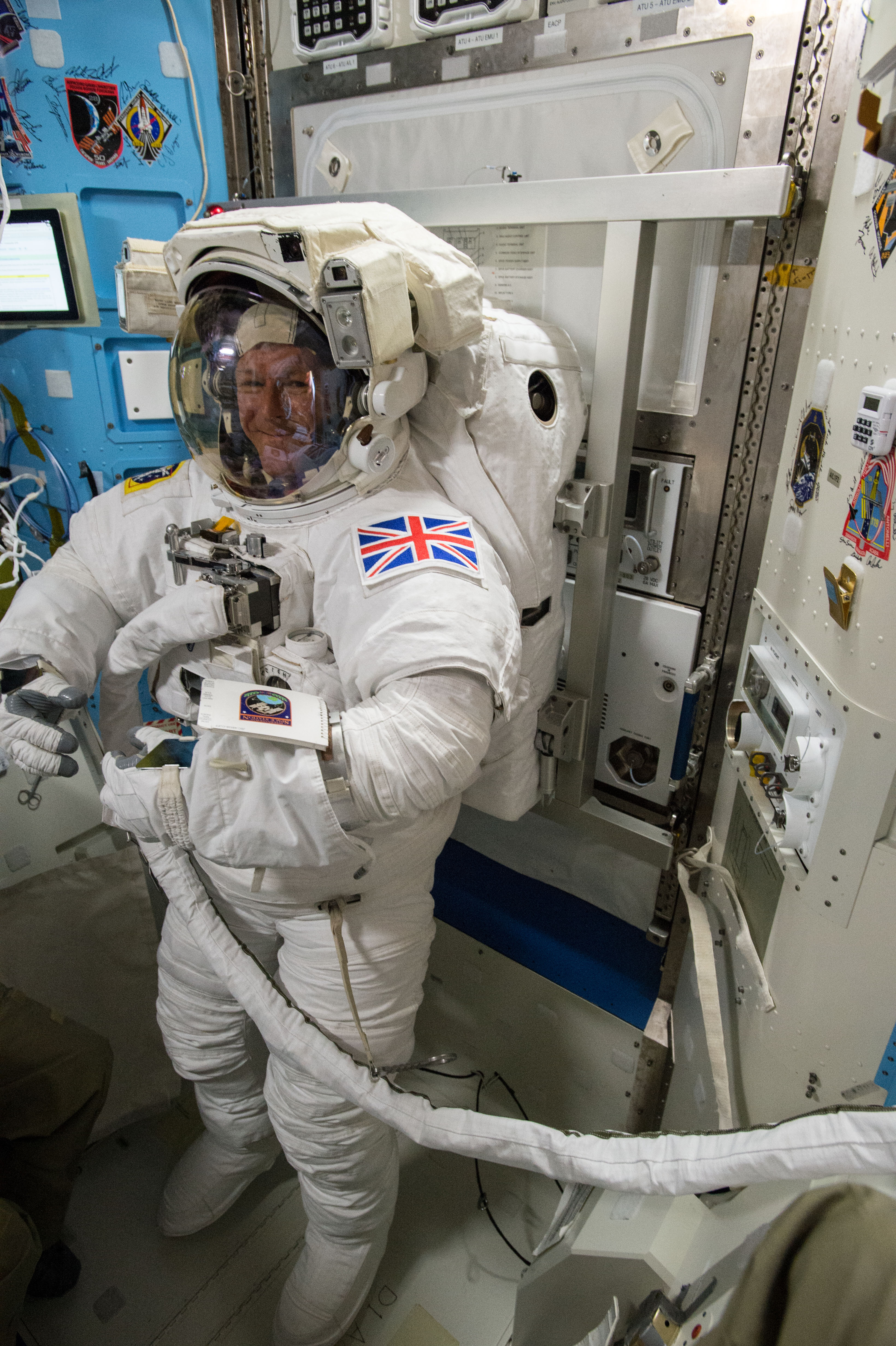
Timothy Peake w śluzie Quest ubrany w skafander EMU
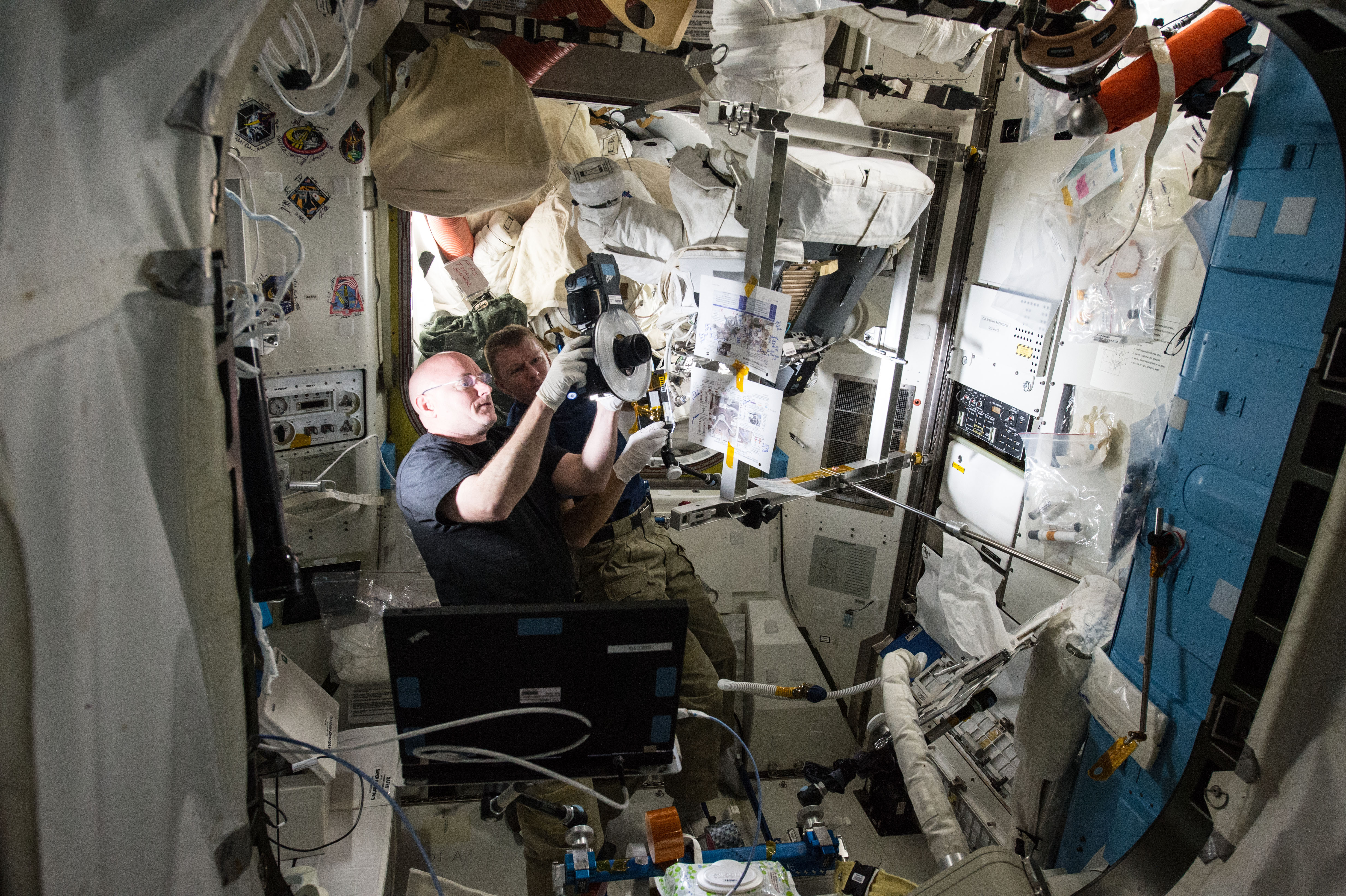
Timothy Peake i Scott Kelly podczas prac w śluzie Quest
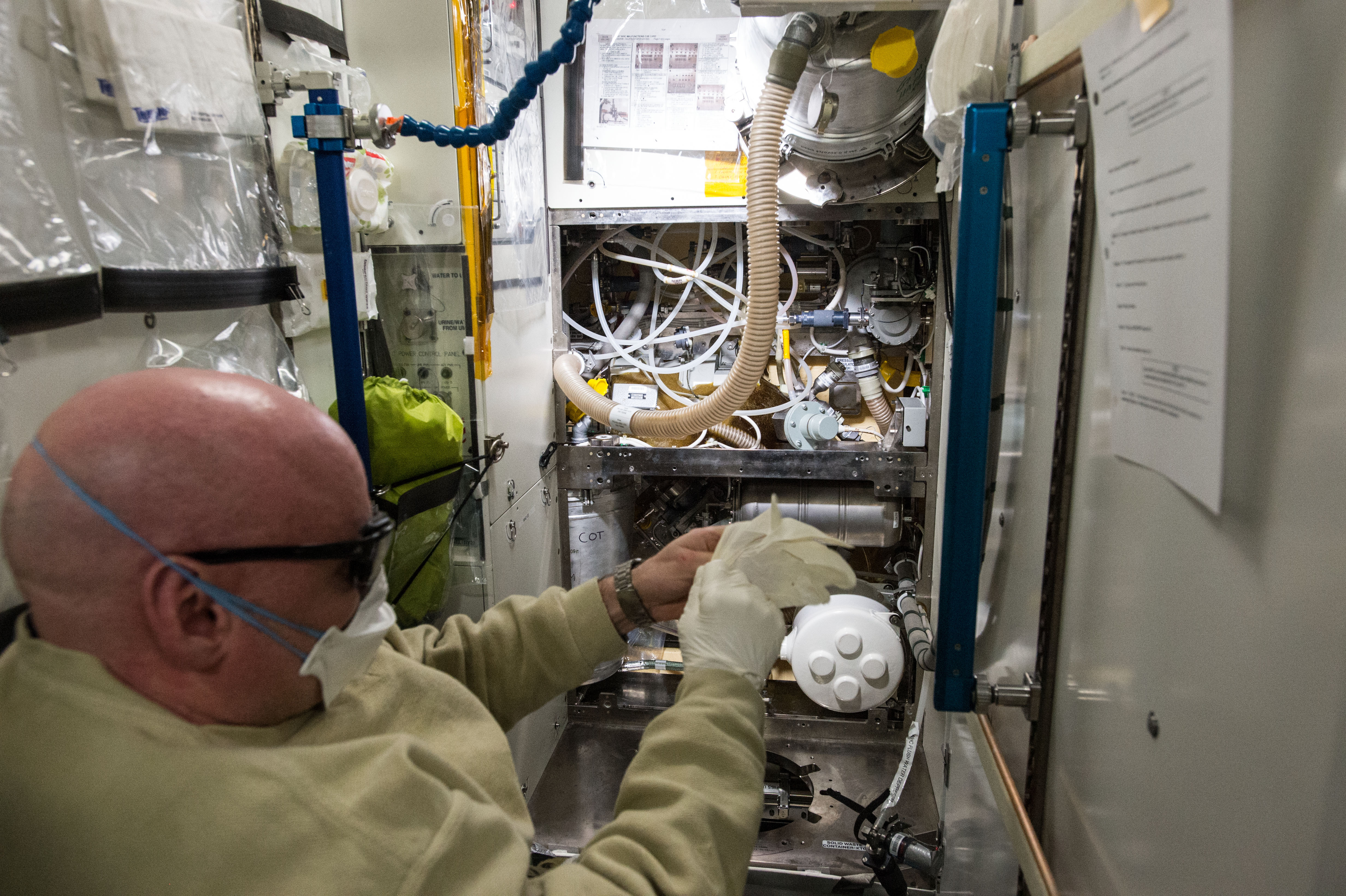
Scott Kelly podczas prac na stacji
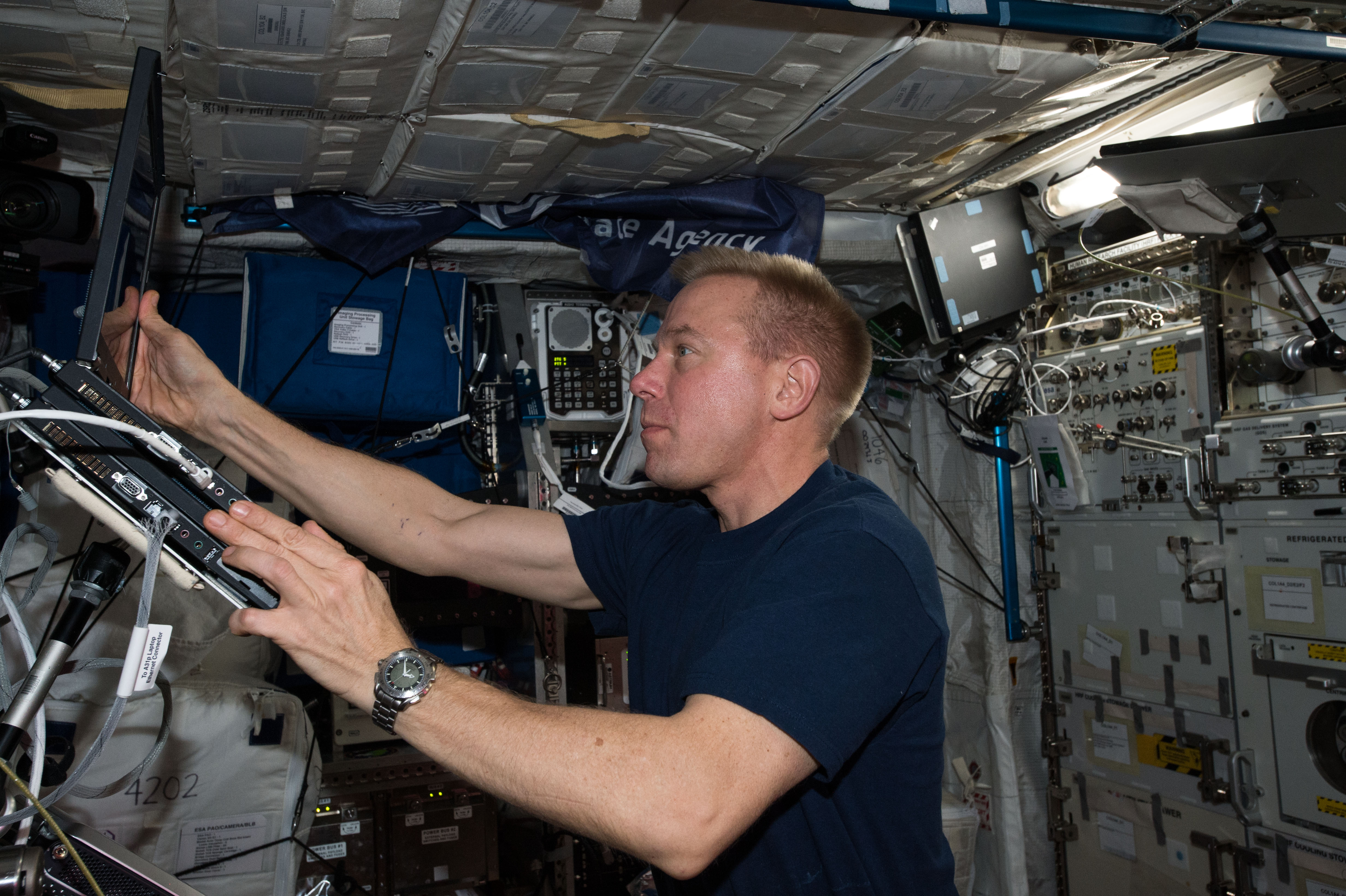
Timothy Kopra wewnątrz laboratorium Columbus
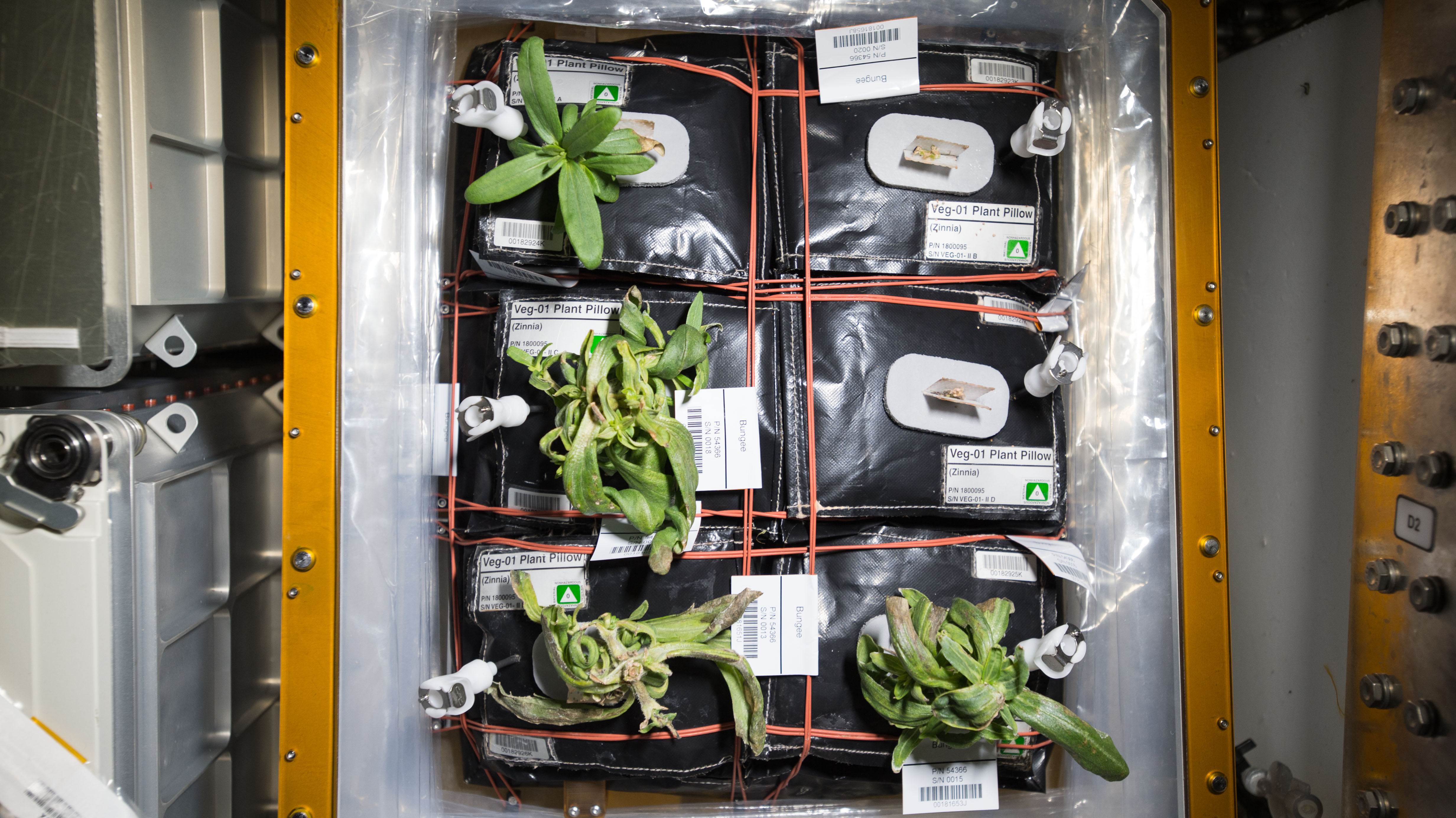
Cynia wykorzystywana do badań na ISS
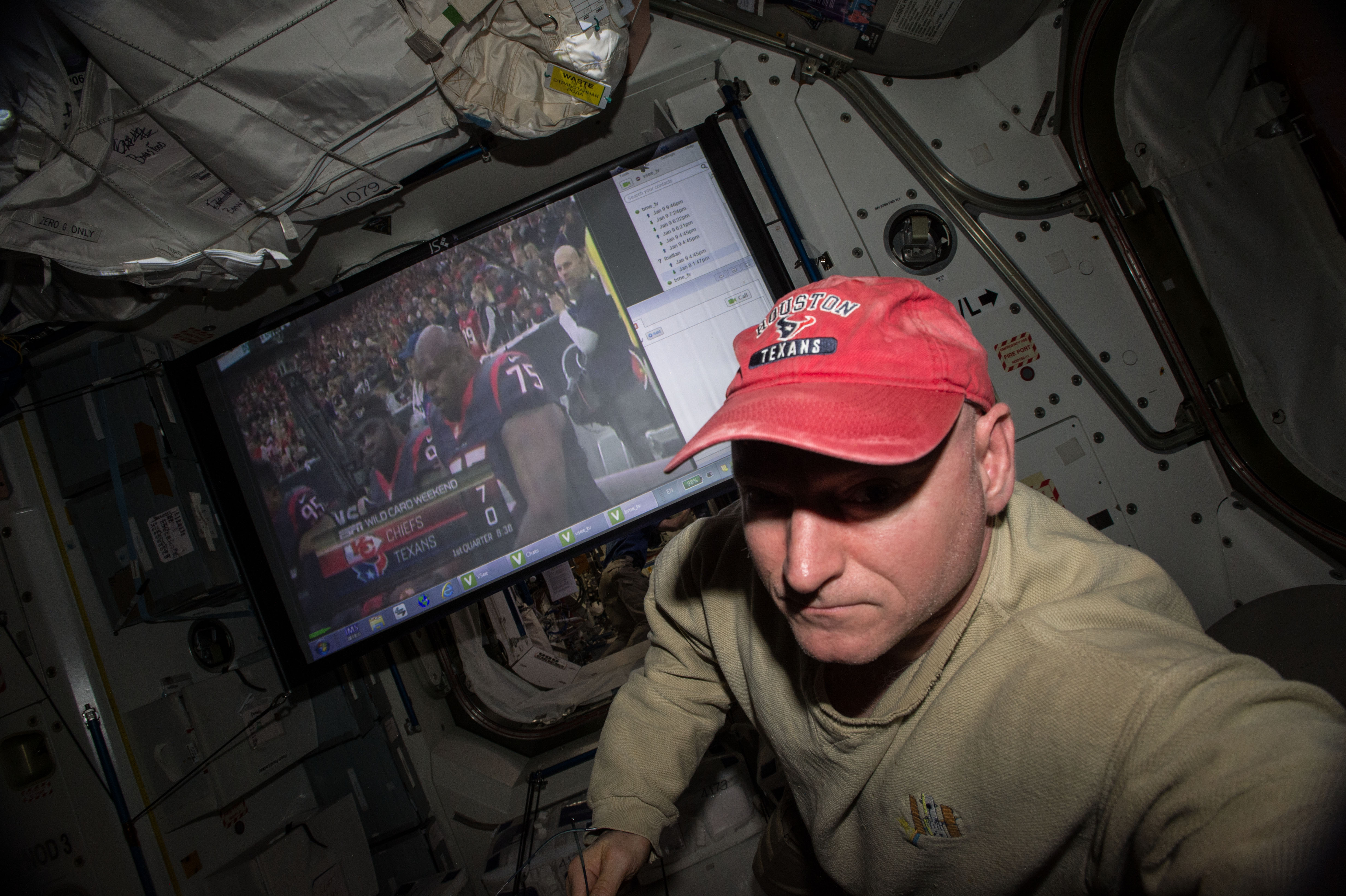
Scott Kelly znajdujący się na ISS ogląda mecz futbolu amerykańskiego